# Educação cidadã
A educação cidadã tem a finalidade de identificar o método para modificar o sistema de ensino nas escolas.
Segundo seus defensores a escola não tem a função de ensinar apenas as matérias básicas, tais como, português, matemática, história, geografia, física, ou matérias técnicas como mecânica, eletricidade, computação, administração, etc, mas sim, a escola deve introduzir no ensino paradigmas sobre direitos humanos, movimentos sociais, relações trabalhistas, meios de produção, dentre outros.
Na concepção predominante durante o século XX, a educação cidadã visa chegar a uma escola progressista.

Mais recentemente, a Educação Cidadã passou a ser entendida como uma educação suprapartidária que, nos termos do art. 205 da Constituição Federal, prepare o cidadão para o exercício da cidadania. Essa mudança de paradigma foi provocada pelo desuso da terminologia educação cívica que, no Brasil, passou a ser associada à educação doutrinária pratica durante o regime militar brasileiro. 
A educação cidadã contemporânea, nesse sentido, é baseada na concepção de ética suprapartidária, um princípio de "separar as opiniões e posicionamentos pessoais dos conteúdos aplicados nas atividades". 
Atualmente, muitas organizações e instituições promotoras da educação cidadã no Brasil estão reunidas sob a Rede Nacional de Educação Cidadã.

## Exemplos da utilização do termo
1. "Educação cidadã e qualidade no ensino
Que todos tenham acesso a um ensino de qualidade é o princípio da educação para a cidadania
O princípio da educação cidadã para a formação de cidadãos é de que todos tenham acesso a ela.

## História
O termo "escola cidadã" foi cunhado pelo educador Genoíno Bourdignon e trabalhado por Paulo Freire. A proposta é de um movimento que contribua para a formação de uma nova cidadania, com eixos como gestão democrática e princípios de convivência. Isso implica que a educação seja do acesso de todos e, mais importante, tenha qualidade e respeite as diferenças culturais e regionais." Fórum Mundial de Educação 2004